# Ян Улрих
Ян Улрих (на немски: Jan Ullrich; * 2 декември 1973 г., Росток) е бивш германски професионален колоездач, олимпийски шампион през 2000 г.
През периода 1996 – 1998 г. е най-добрият млад колоездач на Tour de France. През 1997 г. печели първото място в Tour de France. През 1999 г. печели първото място в Vuelta a España, а през 2000 г. e олимпийски шампион на спортно колело по колоездене на шосе и втори по хронометър в Сидни през 2000 г.
Малко преди Tour de France 2006 е изхвърлен от турнира заради испанския допинг скандал („Операция Пуерто“). На 26 февруари 2007 г. Улрих обявява края на своята колоездачна състезателна кариера. През 2012 г. Спортният арбиртажен съд обявява, че Улрих е употребявал допинг, заради което му е отнето третото място в крайното класиране в Обиколката на Франция от 2005 година.